# Якуб Левицький
Якуб Левицький (пол. Jakub Lewicki, нар. 17 вересня 2005, Білосток, Польща) — польський футболіст, фланговий захисник клубу «П'яст».

## Ігрова кар'єра

### Клубна
Якуб Левицький народився у місті Білосток і є вихованцем місцевого клубу «Ягеллонія», де пройшов всі юнацькі та молодіжні категорії. У 2022 році футболіста було переведено до першої команди «Ягеллонії» і 1 вересня того року він зіграв першу гру в основі, коли вийшов на заміну у кубковому матчі проти «Одри». У жовтні 2022 року захисник відзначився першим забитим голом в складі команди. В грудні стало відомо, що футболіст продовжив контракт з клубом до літа 2025 року.
В сезоні 2023/24 разом з клубом Левицький виграв національний чемпіонат Польщі.
Перед початком сезону 2024/25 Левицький перейшов до клуб «П'яст», з яким підписав контракт на п'ять років.

### Збірна
В 2022 році в складі збірної Польщі (U-17) Якуб Левицький брав участь у юнацькому чемпіонаті Європи в Ізраїлі.
В червні 2024 року захисник дебютував в складі молодіжної збірної Польщі.